# 卡尔·劳瑞森
卡尔·劳瑞森（丹麥語：Carl Hjalmar Lauritzen，1879年4月4日—1940年4月18日）是一名丹麦男演员。他一生总共出演了91部电影。他去世后被葬于腓特烈斯贝的索尔比约公园公墓。